# یواس‌اس شارک (۱۸۲۱)
یواس‌اس شارک (۱۸۲۱) (به انگلیسی: USS Shark (1821)) یک کشتی بود که طول آن ۸۶ فوت (۲۶ متر) بود. این کشتی در سال ۱۸۲۱ ساخته شد.